# Zilna
Zilna (russisch Ци́льна) ist eine Siedlung städtischen Typs in der Oblast Uljanowsk in Russland mit 4119 Einwohnern (Stand 14. Oktober 2010).

## Geographie
Der Ort liegt etwa 35 km Luftlinie nordnordwestlich des Oblastverwaltungszentrums Uljanowsk einige Kilometer vom linken Ufer der Swijaga entfernt.
Zilna gehört zum Rajon Zilninski. Es befindet sich knapp 15 km nordöstlich des Rajonverwaltungszentrums Bolschoje Nagatkino und ist Sitz der Stadtgemeinde Zilninskoje gorodskoje posselenije, zu der außerdem die Dörfer Arbusowka (7 km südöstlich), Kaschinka (4 km nördlich), Marjewka (2 km nordöstlich) und Teleschowka (3 km östlich) sowie die Siedlung Arbusowski (3 km südöstlich) gehören.

## Geschichte
Der Ort entstand in den 1940er-Jahren im Zusammenhang mit dem Bau der Eisenbahnstrecke Swijaschsk – Uljanowsk – Sysran, als dort eine Bahnstation errichtet und nach dem 15 km nördlich fließenden linken Swijaga-Nebenfluss Zilna benannt wurde. Um die Station wuchs eine Siedlung, in der eine große Zuckerfabrik und mehrere landwirtschaftliche Betriebe entstanden, wie ein großes Getreidesilo. 1962 erhielt der Ort den Status einer Siedlung städtischen Typs.

### Bevölkerungsentwicklung
| Jahr | Einwohner |
| ---- | --------- |
| 1970 | 2989      |
| 1979 | 4497      |
| 1989 | 4720      |
| 2002 | 4165      |
| 2010 | 4119      |

Anmerkung: Volkszählungsdaten

## Verkehr
Zilna besitzt einen Bahnhof bei Kilometer 158 der 1942 eröffneten Eisenbahnstrecke von Nischnije Wjasowyje (Station Swijaschsk) bei Kasan über Uljanowsk nach Sysran.
Durch die Siedlung verläuft die föderale Fernstraße R241 Kasan – Uljanowsk. In südwestlicher Richtung zweigt die Regionalstraße 73K-1429 ab, die im Rajonzentrum Bolschoje Nagatkino die föderale Fernstraße A151 Ziwilsk – Uljanowsk kreuzt und weiter in Richtung Maina führt.